# Asparagusinsäure
Asparagusinsäure ist eine schwefelhaltige Carbonsäure, die im Gemeinen Spargel (Asparagus officinalis) vorkommt. Diese heterozyklische Verbindung stellt ein Derivat der Isobuttersäure dar und enthält neben der Carboxygruppe eine Disulfidgruppe im Ring (1,2-Dithiolan). Ihre schwefelhaltigen Abbauprodukte im Urin nach Genuss von Spargelgemüse können einen kennzeichnenden Geruch entwickeln.

## Vorkommen
Im Gemüsespargel kommt Asparagusinsäure natürlich vor, neben ihrer reduzierten Form, der Dihydroasparagusinsäure (Dithiolisobuttersäure).

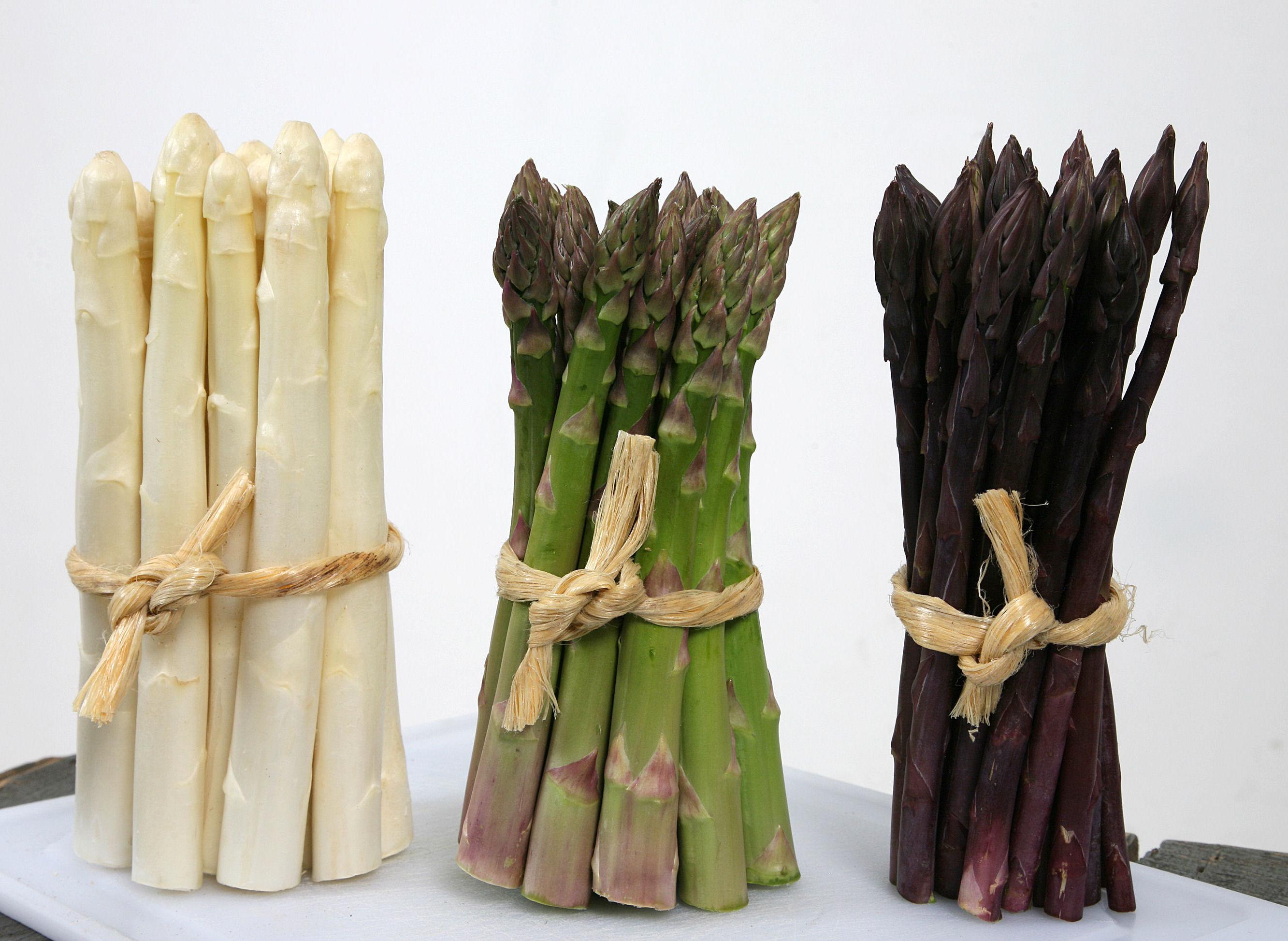
Weißer, grüner und schwarzer Spargel

Asparagusinsäure hat einen dem Phytohormon Abscisinsäure vergleichbaren wachstumshemmenden Effekt und wirkt darüber hinaus nematizid.
Nach dem Verzehr von Spargel kann häufig ein auffälliger Harngeruch wahrgenommen werden; er wird auf flüchtige schwefelhaltige Metaboliten der Asparagusinsäure zurückgeführt. Doch bilden nicht alle Menschen identische Abbauprodukte in gleichem Umfang und auch die Fähigkeit, sie im Urin zu riechen, ist unterschiedlich ausgeprägt.

## Metabolismus
Der Abbau von Asparagusinsäure im menschlichen Körper hängt von der Ausstattung an Enzymen ab. Bei vielen Menschen werden aufgrund ihrer genetischen Disposition im Stoffwechsel beim enzymatischen Abbau – nach  Spaltung der Disulfidbrücke und S-Methylierung – als Metaboliten Thiosäure-S-Methylester wie 2-Propenthiosäure-S-methylester (Thioacrylsäure-S-methylester) und 3-(Methylthio)thiopropionsäure-S-methylester gebildet. Diese spielen eine besondere Rolle für die nachfolgende Entwicklung des Asparagus-Geruchs des Urins.

Thioacrylsäure-S-methylester
3-(Methylthio)thiopropionsäure-S-methylester

Durch weiteren Abbau entstehen verschiedene flüchtige schwefelhaltige Verbindungen, die im Harn auftreten; insbesondere werden Methanthiol (Methylmercaptan), Dimethylsulfid, Dimethyldisulfid, 2,4-Dithiapentan (Bis(methylthio)methan) als wichtige Geruchskomponenten sowie Dimethylsulfoxid und Dimethylsulfon vermutet.

## Laborsynthese
Asparagusinsäure ist aus β,β′-Dichlorisobuttersäure und Natriumdisulfid (in situ aus Natriumsulfid und Schwefel zugänglich) herstellbar.

## Thermischer Abbau
Beim Garen des Spargels wird die Asparagusinsäure thermisch zu 1,2-Dithiacyclopenten und 1,2,3-Trithian-5-carbonsäure abgebaut: